# 嘉義市立大業實驗國民中學
23°27′43″N 120°27′14″E / 23.46194°N 120.45389°E
嘉義市立大業實驗國民中學（英語校名：Chiayi Municipal Daye Experimental Junior High School，縮寫DYJH），簡稱大業實中，位於台灣嘉義市，著名的八掌溪河畔，鄰近私立輔仁中學、嘉義市警察局第二分局，過去在嘉義地區享有「明星國中」的美譽，嘉義地區公立唯一一所擁有游泳設備的國民中學，自然與生活科技示範學校，並利用八掌溪生態文化而成為嘉義市海洋教育中心學校。

## 校史
- 1970年：籌設嘉義縣立崇文國民中學。
- 1982年：嘉義市升格省轄市，改隸為嘉義市立大業國民中學。
- 1999年：獲市政府指定自然與生活科技示範學校。
- 2007年：老舊校舍第一期改建工程開工動土、溫水游泳池改建工程。
- 2008年：成立嘉義市國中第一所「愛的書庫」。
- 2023年：更名嘉義市立大業實驗國民中學。

## 校訓
- 誠：誠實 ── 心地純一、坦白無私
- 正：正直 ── 端正言行、心意專一
- 勤：勤勉 ── 盡心盡力、全力以赴
- 樸：樸實 ── 樸素信實、惜福感恩

## 行政組織
- 校長室
- 教務處、教學組、註冊組、設備組、資訊組
- 學輔中心、訓育組、生教組、衛生組、體育組
- 輔導室、輔導組、資料組
- 總務處、出納組、事務組、文書組
- 人事室
- 會計室
- 圖書館

## 歷任校長
| 任別 | 姓名   | 任期 | 備註 |
| ---- | ------ | ---- | ---- |
| 1    | 呂明星 |      |      |
| 2    | 張英偉 |      |      |
| 3    | 葉義雄 |      |      |
| 4    | 黃元田 |      |      |
| 5    | 鄭勝文 |      |      |
| 6    | 曾玉   |      |      |
| 7    | 張金龍 |      |      |
| 8    | 李森源 |      |      |
| 現任 | 陳明君 |      |      |

## 著名校友
- 羅振榮 （棒球、巴塞隆納奧運會中華成棒代表隊）
- 陳威成 （棒球、前中華職棒興農牛隊總教練）
- 王俊郎 （棒球、前中華職棒興農牛隊總教練）
- 廖剛池 （棒球、中華職棒La New熊隊投手教練）

## 外部連結
- 嘉義市立大業實驗國民中學首頁（页面存档备份，存于）